# Tympanistes rubidorsalis
Tympanistes rubidorsalis är en fjärilsart som beskrevs av Moore 1888. Tympanistes rubidorsalis ingår i släktet Tympanistes och familjen trågspinnare. Inga underarter finns listade i Catalogue of Life.